# كلينتون ن. ولسي
كلينتون ن. ولسي (بالإنجليزية: Clinton N. Woolsey)‏ هو عالم أعصاب أمريكي، ولد في 30 نوفمبر 1904، وتوفي في 14 يناير 1993.